# Ptilophora plumigerella
Ptilophora plumigerella är en fjärilsart som beskrevs av Embrik Strand 1925. Ptilophora plumigerella ingår i släktet Ptilophora och familjen tandspinnare. Inga underarter finns listade.